# أمادو دياموتين
أمادو دياموتين (بالفرنسية: Amadou Diamouténé)‏ هو لاعب كرة قدم مالي في مركز الوسط، ولد في 3 نوفمبر 1985 في إقليم لاغونس ‏ في ساحل العاج. شارك مع منتخب مالي تحت 20 سنة لكرة القدم ومنتخب مالي لكرة القدم. أما مع النوادي، فقد لعب مع اتحاد الجزائر والملعب المالي ونادي دجوليبا ونصر حسين داي.

## وصلات خارجية
- أمادو دياموتين على موقع قاعدة بيانات كرة القدم.إي يو (الإنجليزية)
- أمادو دياموتين على موقع ناشيونال فوتبول تيمز (الإنجليزية)
- أمادو دياموتين على موقع Soccerway.com (الإنجليزية)